# Sąd Najwyższy (Monako)
Sąd Najwyższy (fr. Tribunal Supreme) – sąd najwyższej instancji w Monako, wymierzający sprawiedliwość w imieniu Księcia Monako. 

## Historia
Powstał na mocy konstytucji z 5 stycznia 1911 roku, którą napisali francuscy prawnicy (Louis Renault, André Weiss i Jules Roche). Zgodnie z jej zapisami, Sąd Najwyższy powstał w celu stania na straży praw i wolności obywateli. Tym samym, jest najstarszym sądem konstytucyjnym na świecie.

## Członkowie
Sąd składa się z pięciu członków i dwóch zastępców. Ich kadencja trwa 8 lat i jest nieodnawialna. Według artykułu 2 Suwerennego Rozporządzenia nr 2.984 z 16 kwietnia 1963, by móc zostać członkiem Sądu Najwyższego należy mieć co najmniej 40 lat i wyróżniać się ponadprzeciętną kompetencją wśród prawników. 
Członkowie Sądu są mianowani przez Księcia, przy czym:
- jeden członek i jeden zastępca są przedstawiani przez Radę Narodową spoza jej grona;
- jeden członek i jeden zastępca są przedstawiani przez Radę Stanu spoza jej grona;
- jeden członek przedstawiany przez Radę Korony spoza jej grona;
- jeden członek przedstawiany przez Trybunał Apelacyjny spoza jego grona;
- jeden członek przedstawiany przez Sąd cywilny pierwszej instancji spoza jego grona.

Każdy z wymienionych organów przedstawia po dwóch kandydatów na każde stanowisko. Książę ma prawo nie zaakceptować proponowanych kandydatów i zażądać przedstawienia nowych. Mianuje on także Przewodniczącego Sądu Najwyższego.
Obecnie w Sądzie orzekają następujący sędziowie (stan na dzień 9 sierpnia 2020 roku):
| Osoba                    | Funkcja             |
| ------------------------ | ------------------- |
| Didier Linotte           | Przewodniczący      |
| Didier Ribes             | Wiceprzewodniczący  |
| Philippe Blachèr         | Członek Zwyczajny   |
| Stéphane Braconnier      | Członek Zwyczajny   |
| Pierre de Montalivet     | Członek Zwyczajny   |
| Magali Ingall-Montagnier | Zastępczyni członka |
| Guillaume Drago          | Zastępca członka    |

## Kompetencje

### Materie konstytucyjne
Sąd orzeka suwerennie w sprawach zgodności z przepisami konstytucyjnymi lub ustawami regulaminu wewnętrznego Rady Narodowej, a także w sprawach skarg o stwierdzenie nieważności, zbadanie ważności i odszkodowania, których przedmiotem jest naruszenie praw i wolności, o których mowa w tytule III ("Wolności i prawa podstawowe") konstytucji Księstwa Monako.

### Materie administracyjne
Sąd orzeka suwerennie w sprawach skarg o stwierdzenie nieważności z powodu nadużycia władzy, wniesionych przeciwko rozstrzygnięciom różnych władz administracyjnych oraz Ordonansom Władcy wydanym w celu wykonania ustaw, oraz w sprawie przyznawania odszkodowań, które z nich wynikają. Także w sprawach skarg kasacyjnych wniesionych przeciwko orzeczeniom sądów administracyjnych wydanych w ostatniej instancji i w sprawach skarg o ustalenie wykładni, skarg o zbadanie ważności rozstrzygnięć różnych władz administracyjnych i Ordonansów Władcy przyjętych w celu wykonania ustaw. 

## Sposób i zasady działania

### Działanie
Organizacja i funkcjonowanie Sądu Najwyższego są określane przez Ordonans Władcy, a w szczególności wymagania w zakresie kwalifikacji wymaganych od jego członków, zakazu łączenia stanowisk, statusu członków Sądu, zasady rotacji członków sekcji administracyjnej, procedur przed Sądem, skutków odwołań i orzeczeń, procedur i skutków sporów kompetencyjnych oraz niezbędnych zarządzeń tymczasowych. 

### Orzekanie
Sąd Najwyższy rozpoznaje sprawy w pełnym składzie 5 członków, lub w składzie sekcji administracyjnej, złożonej z 3 członków. 
Orzekanie w pełnym składzie ma miejsce:
- w materiach konstytucyjnych;
- jako sędzia w sporach kompetencyjnych;
- w materiach administracyjnych w wyniku przekazania sprawy.

W składzie sekcji administracyjnej orzeka we wszystkich pozostałych przypadkach. 